# Ojos del Salado
Ojos del Salado (fulde navn Nevado Ojos del Salado) er en stratovulkan i Andesbjergene beliggende på grænsen mellem Chile og Argentina og er den højeste vulkan i verden med en højde på 6.891 meter over havoverfladen. Vulkanen er endvidere det næsthøjeste bjerg på den vestlige halvkugle.
Som følge af beliggenheden tæt ved Atacamaørkenen er bjerget meget tørt, hvorfor der trods bjergets højde alene er sne på bjergets top i vinterperioden. På trods af de tørre klimatiske forhold, er der på den østlige side af bjerget i ca. 6.390 meters højde en permanent kratersø med en diameter på ca. 100 meter. Søen anses som den højest beliggende sø i verden.
Bjerget blev første gang besteget i 1937 af Jan Alfred Szczepański og Justyn Wojsznis, der deltog i en Polsk ekspedition i Andesbjergene.

## Vulkansk aktivitet
Det er omdiskuteret, hvorvidt Ojos del Salado er en "aktiv" vulkan eller ej, hvilket til dels skyldes uenighed om, hvornår en vulkan kan anses som "aktiv". Ifølge Smithsonian Institutions Global Volcanism Program forekom det seneste kendte udbrud for omkring 1300 år siden. Der foreligger dog data, der indikerer et mindre udbrud af aske i 1993. Spor af nyere lava indikerer ligeledes, at vulkan kan betegnes som aktiv.

## Eksterne links
- Ojos del Salado på Andes.org.uk
- Ojos del Salado på Summitpost

- Wikimedia Commons har flere filer relateret til Ojos del Salado

| Bjerg | Spire Denne artikel om et bjerg eller en bjergkæde er en spire som bør udbygges. Du er velkommen til at hjælpe Wikipedia ved at udvide den. |

27°06′S 68°32′V / 27.100°S 68.533°V